# Yogev Ohayon
Yogev Ohayon (hebräisch יוגב אוחיון; * 24. April 1987 in Safed) ist ein israelischer Basketballspieler. Der Nationalspieler spielt seit 2011 für den Rekordmeister Maccabi Tel Aviv, mit dem er auch den höchstrangigen europäischen Vereinswettbewerb EuroLeague 2013/14 in Verbindung mit dem nationalen Double als Triple Crown gewinnen konnte.

## Karriere
Ohayon begann seine Karriere noch als Jugendlicher 2004 bei Hapoel Galil Elyon in der Nähe seiner Heimatstadt am Rande der Golanhöhen. Dort spielte er unter anderem zusammen mit Lior Eliyahu und wurde von Trainer Oded Kattash bereits in ersten Meisterschaftsspielen der höchsten Spielklasse Ligat ha’Al eingesetzt. 2008 fusionierte Galil Elyon mit Hapoel Gilboa und zog in eine größere Halle nach Gan Ner um. Während Trainer Kattash nach einem Jahr beim Rekordmeister Maccabi Tel Aviv in den Norden Israels zum Fusionsverein zurückkehrte, verließ Ohayon, der in der Saison 2007/08 durchschnittlich die meisten Ballgewinne pro Spiel aller Spieler der höchsten Spielklasse hatte, die Mannschaft und wechselte an die Küste zu Ironi aus Naharija. Ironi, in der Vorsaison noch Vierter, erreichte jedoch am Ende der Hauptrunde nur noch einen siebten Platz und schied in den mit acht Mannschaften ausgetragenen Play-offs bereits in der ersten Runde gegen Hapoel aus Jerusalem in drei Spielen aus. Die gegnerische Mannschaft sollte auch Ohayons neuer Verein in der folgenden Saison sein.
Mit Hapoel Jerusalem spielte Ohayon auch international im Eurocup 2009/10, wo man im Viertelfinale gegen den späteren deutschen Finalisten ALBA Berlin ausschied. In der nationalen Meisterschaft, in der man zu Saisonbeginn Meister Maccabi Tel Aviv im Finale des Ligapokals besiegt hatte, erreichte man den zweiten Platz nach der regulären Saison, scheiterte jedoch im Final-Four-Halbfinale an Ohayons ehemaliger Mannschaft Gilboa Galil, die daraufhin Maccabi im Finale den Meisterschaftstitel abnahm. Anschließend verpflichtete Hapoel Jerusalem Gilboas Meistertrainer Kattash für die folgende Saison, während der bisherige Trainer Guy Goodes zu Maccabi Tel Aviv als Assistent zurückkehrte. In der Saison 2010/11 erreichte man den dritten Platz, nachdem man im Final Four erneut an Gilboa Galil gescheitert war. Im Eurocup 2010/11 war Hapoel Jerusalem bereits nach der Gruppenphase ausgeschieden. Nachdem sich der frühere Jugend- und Juniorennationalspieler Ohayon mit der israelischen Herren-Nationalmannschaft erfolgreich für die EM-Endrunde 2011 qualifiziert hatte, war Ohayon dort auch erstmals in einem Endrundenkader vertreten. Beim Endrundenturnier selbst reichte Israel nach einer herben Auftaktschlappe gegen Deutschland und drei Niederlagen in den ersten drei Spielen zwei anschließende Siege nicht mehr, um sich für die Zwischenrunde zu qualifizieren.
Zur Saison 2011/12 wechselte Ohayon schließlich selbst zum Rekordmeister Maccabi nach Tel Aviv, wo Ohayons ehemaliger Mannschaftskamerad Eliyahu mit Unterbrechungen bereits seit 2006 spielte. Mit Maccabi verteidigte Ohayon nach nur zwei Saisonniederlagen in nationalen Wettbewerben erfolgreich deren nationales Double und gewann als Gastmannschaft die ABA-Liga 2011/12. In der EuroLeague 2011/12 scheiterte der vormalige Finalist diesmal bereits in den Viertelfinal-Play-offs knapp in fünf Spielen am Titelverteidiger Panathinaikos Athen. Vor Beginn der folgenden Saison wollte Ohayon zum russischen Verein Lokomotive Kuban Krasnodar wechseln, doch Maccabi mit Trainer David Blatt, der zu diesem Zeitpunkt noch Nationaltrainer der russischen Auswahl war, pochte auf die Einhaltung des bestehenden Vertrages und man einigte sich schließlich auf eine neue dreijährige Vereinbarung. In der EuroLeague 2012/13 scheiterte Maccabi in den Viertelfinal-Play-offs glatt in drei Spielen an Real Madrid. Nachdem man den Titel im nationalen Pokalwettbewerb erfolgreich verteidigt hatte, verlor man das Meisterschaftsfinale jedoch überraschend gegen Maccabi Haifa. Die EM-Endrunde 2013 endete für Ohayon mit der israelischen Nationalmannschaft auch ernüchternd, als man erneut im letzten Gruppenspiel Deutschland unterlag und nach nur einem Sieg in fünf Spielen wiederum nach der Vorrunde ausschied. In der Saison 2013/14 verteidigte man den Titel im nationalen Pokalwettbewerb ein weiteres Mal und erreichte diesmal in der EuroLeague 2013/14 das Final-Four-Turnier, in dem man überraschend PBK ZSKA Moskau mit einem Punkt Unterschied sowie im Finale Real Madrid nach Verlängerung bezwingen konnte. Zum Saisonabschluss holte man sich im Finale gegen Titelverteidiger Maccabi Haifa auch den Titel in der nationalen Meisterschaft zurück und gewann damit eine Triple Crown.